# Démocratie chrétienne
Pour les articles homonymes, voir Démocratie chrétienne (homonymie).
 (septembre 2018).
La démocratie chrétienne est un courant de pensée politique et religieux qui a inspiré des partis politiques, qui ont été ou sont importants notamment en Europe de l'Ouest et en Amérique du Sud. Il s'exprime en Europe à partir de la fin du XIXe siècle.
La démocratie chrétienne cherche à promouvoir, au sein d’une société démocratique et pluraliste, les valeurs véhiculées par les Églises chrétiennes : la liberté, le respect de l'être humain, les droits de l'homme, la fraternité, l'aide aux plus démunis.
Sur le plan politique, les démocrates-chrétiens occupent une position variable selon les pays avec un positionnement parfois à droite, parfois au centre ou à gauche. Tout en acceptant l'économie de marché, ils placent l'Homme au centre des préoccupations et considèrent que l'État doit conserver un pouvoir d'intervention dans la société, notamment dans l'économie,.

## Historique

### Révolution française etXIXesiècle
Il semble que l'expression « démocratie chrétienne » ait été employée pour la première fois le 21 novembre 1791, devant l'Assemblée législative, par Antoine-Adrien Lamourette, évêque constitutionnel de Rhône-et-Loire. La formule n'a alors guère de sens politique. Elle évoque l'Église des humbles, la fraternité chrétienne.
Ce n'est que plus tard, à partir de 1848, que la formule sera popularisée par Frédéric Ozanam et les rédacteurs de L'Ère nouvelle et prendra son sens actuel, c'est-à-dire celui d'un gouvernement démocratique cherchant à mettre en œuvre la doctrine sociale de l'Église. Frédéric Ozanam et ses amis se veulent proches des idées développées par Lamennais et que l'on désigne généralement par catholicisme libéral. Au XXe siècle l'historien Jean-Baptiste Duroselle a parlé à leur propos d'une « première démocratie chrétienne » qui sera éliminée par la réaction contre-révolutionnaire.
En effet, à cette époque, l'idée d'un gouvernement cherchant à mettre en œuvre, dans un cadre démocratique, la doctrine de l'Église, n'est absolument pas évidente. L'Église catholique reste alors attachée à l'idée d'un pouvoir politique d'origine divine, et rejette donc toute forme de pouvoir politique démocratique. Accepter que des mouvements politiques cherchent, dans un cadre démocratique, à mettre en œuvre la doctrine de l'Église reviendrait à accepter tacitement l'idée de démocratie, et donc à renoncer à cet idéal de légitimation religieuse du pouvoir politique. Jusqu'au début du XXe siècle, l'Église sera partagée entre, d'une part, réaffirmer la légitimation religieuse du pouvoir politique, et de l'autre, admettre que les catholiques puissent participer à la vie de la cité pour y imposer leur doctrine.
Ce débat demeurera très vif tout au long du XIXe siècle, notamment en France, à partir de 1870 : beaucoup de religieux rejettent alors l'idée républicaine et font du rétablissement de la monarchie une question de principe. L’Église apporte son soutien aux classes dirigeantes lors de la restauration et condamne les principes du libéralisme (notamment la liberté de conscience). En Italie également, après l’unification du pays réalisée en 1870 par les chemises rouges, le pape interdit d'abord aux catholiques de participer à la vie politique. Ce non expedit est levé devant la menace de la propagation des idées socialistes dans les milieux ouvriers et populaires.

#### Influence de la doctrine sociale de l’Église catholique
Une « deuxième démocratie chrétienne » voit le jour à la fin du XIXe siècle, à l'initiative du pape Léon XIII. Dans l'encyclique Rerum novarum du 15 mai 1891, il reconnaît la misère ouvrière, tout en rejetant les mouvements nationalistes et socialistes, et invite les catholiques à investir l'action sociale. Cette encyclique est habituellement considérée comme l'un des fondements de la doctrine sociale de l'Église catholique.
Le 20 février 1892, Léon XIII fait publier l'encyclique « Au milieu des sollicitudes », dans laquelle il appelle les catholiques français à se rallier à la République.
Un clivage s'établit alors entre les catholiques :
- ceux qui demeurent attachés au régime monarchique, et que l'on retrouvera plus tard au sein de l'Action française ;
- ceux qui veulent s'investir prioritairement dans le domaine social, poursuivant en cela une action initiée en 1871 par Albert de Mun et René de La Tour du Pin avec la création des cercles catholiques ouvriers ;
- et ceux qui veulent en plus s'investir dans le domaine politique.

Ces interventions pontificales sont le signe que beaucoup de catholiques français attendaient. Associations, journaux, mouvements ouvriers voient alors le jour.
Des partis politiques d'inspiration démocrate-chrétienne voient également le jour. Ainsi, une « Union Démocratique Chrétienne » apparaît en Belgique dans le canton de Liège en 1892. En 1894, l'abbé Adolf Daens, représentant le Christene Volkspartij , est élu au parlement belge. En France, un « Parti démocratique chrétien » se crée en 1896, mais disparaît rapidement, victime de la division entre partisans de l'action politique et ceux du combat social. Le 18 janvier 1901, Léon XIII fait paraître l'encyclique Graves de communi re qui, pour la première fois dans un document pontifical, explique le terme de démocratie chrétienne qu'il oppose à celui de social-démocratie. Ce document eut un grand retentissement en Italie et en Allemagne.

### XXesiècleet succès grandissant des partis démocrates-chrétiens
À l'approche de la Première Guerre mondiale, la démocratie chrétienne n'existe alors en France qu'à l'état de courant de pensée, ou de groupements dont l'action est limitée, soit dans l'espace (groupements locaux), soit dans le domaine d'intervention (la méfiance à l'égard du politique restant forte).
La dernière tentative de créer, avant-guerre, un mouvement dynamique entraînant les catholiques sur le terrain politique est le Sillon de Marc Sangnier. Ce mouvement connaît alors une belle expansion, avant d'être condamné par le pape Pie X dans une lettre adressée à l'épiscopat français le 25 août 1910. Cette condamnation semble marquer un retour en arrière dans la volonté papale de favoriser l'intervention des catholiques dans le champ politique. Elle témoigne surtout de la difficulté à concilier les deux aspirations contradictoires évoquées plus haut. Le Sillon renaîtra quelques années plus tard sous la forme d'une ligue, Jeune République, abandonnant toute référence confessionnelle.
Après la Première Guerre mondiale, le pape Benoît XV multiplie les initiatives pour rapprocher les chrétiens des différents pays divisés par la guerre. En France, Marc Sangnier œuvre notamment à un rapprochement avec l'Allemagne. À cette époque, des partis démocrates-chrétiens voient le jour dans différents pays d'Europe. Le Parti populaire italien est fondé en 1919 par le prêtre Luigi Sturzo. En France, le Parti démocrate populaire est ainsi créé en 1924. Dans un souci de peser plus lourd pour imposer leur idéologie, ces partis se rassemblent dans un Secrétariat international des partis démocratiques d'inspiration chrétienne, créé à Paris en 1925. C'est à cette occasion que se créent des contacts entre des hommes tels que Robert Schuman, Konrad Adenauer ou Alcide De Gasperi. C'est sans doute dans ce combat pour l'unité mené dans les années 1920 que l'idéologie européenne des démocrates-chrétiens trouve son origine.
En France, le mouvement démocrate-chrétien s'exprimera cependant assez peu par le biais du Parti démocrate populaire, qui demeurera un parti de cadre plus qu'un parti de masse, mais davantage par le biais d'autres structures telles que les organes de presse (par exemple L'Ouest-Éclair - qui deviendra Ouest-France après la guerre 39-45), les syndicats de travailleurs (la Confédération française des travailleurs chrétiens) ou les syndicats agricoles (la Jeunesse agricole catholique). La Ligue de la jeune République représente pour sa part l'aile gauche de la mouvance démocrate-chrétienne. Démocrate et en pointe dans le domaine du droit du travail ou du régime coopératif, elle participe au Front populaire.

#### Affirmation des partis démocrates-chrétiens dans le contexte de la guerre froide
À l'approche de la Seconde Guerre mondiale, les militants démocrates-chrétiens des différents pays européens se retrouveront dans leur refus des totalitarismes menaçants à cette époque.
Après la guerre, la conception démocratique du pouvoir politique n'est plus guère contestée au sein de l'Église catholique. En France, la droite conservatrice et une partie de l'épiscopat sont discrédités par leur collaboration avec le régime de Vichy et l'occupant. On assiste à la création d'un parti d'inspiration démocrate-chrétienne : ce sera le Mouvement républicain populaire. Marc Sangnier est son président d'honneur. Dès 1946, ce parti devient le premier de France. Il connaîtra d'importants succès électoraux tout au long de la IVe République, se présentant paradoxalement, au moins à ses débuts, comme le « parti du général de Gaulle » tout en s'opposant à lui en approuvant la constitution, avant de décliner rapidement après le retour au pouvoir de Charles de Gaulle.
En 2002, Christine Boutin fonde le Forum des républicains sociaux qui deviendra par la suite le Parti chrétien-démocrate (PCD). En 2012, Jean-Louis Borloo fonde l'UDI dont l'une des composantes est démocrate chrétienne, progressiste sur les questions de société.

## Idées fondamentales et programme
Même si le mouvement démocrate-chrétien est très hétérogène, il s'accorde tout de même sur certains thèmes.
- la préoccupation de la dimension spirituelle de toute personne, telle qu'elle avait été exprimée dans l'encyclique Rerum Novarum ;
- l'idée selon laquelle la source du droit provient, non de l'État, mais des individus, images de la personnalité divine, et qu'il faut donc reconnaître à toute personne un droit fondamental ;
- le principe de subsidiarité dans tous les corps sociaux : famille, profession, commune, province, État, etc. ;
- la primauté de la famille comme cellule de base de la société, premier lieu d'éducation, de responsabilité et de solidarité ;
- l'autorisation de l'enseignement confessionnel ;
- une décentralisation administrative assez poussée ;
- l'écologie et le développement durable, dans la mouvance des mouvements scouts (« §6 - Le scout voit dans la nature l'œuvre de Dieu, il aime les plantes et les animaux. »[6]).

D'une manière générale, sa conception de l'État est différente de celle des libéraux : celui-ci doit être décentralisé, constitué de différents organes, mais reconnaître un pouvoir certain aux corps intermédiaires, expression de la liberté des individus. Cela inclut les institutions religieuses.
Les démocrates-chrétiens voient l'économie comme étant au service des hommes et ne remettent pas en cause le capitalisme.

## Partis démocrates chrétiens dans le monde

### Europe

#### Europe de l'Ouest
Jusque dans les années 1960, les démocrates-chrétiens se présentaient comme une alternative à la fois aux libéraux et aux socialistes. L’influence de la guerre froide et la force grandissante du communisme dans plusieurs pays occidentaux les a cependant conduits dans ces régions à se positionner plus à droite sur la scène politique, avec des fortunes diverses selon les configurations nationales.
Mais avec la fin de la guerre froide, ces partis se sont retrouvés en difficulté. Dans certains pays ils ont disparu (comme en Italie) ou ont dû évoluer pour survivre (Allemagne).
- En Allemagne, le Deutsche Zentrumspartei (Zentrum) a été un des partis importants de l'Empire allemand puis de la République de Weimar. Après 1945, la puissante Union chrétienne-démocrate d'Allemagne (CDU) est l'un des deux grands partis allemands. Elle est associée à l'Union chrétienne-sociale en Bavière (CSU), parti qui représente le courant démocrate-chrétien en Bavière.
- En France, la démocratie chrétienne apparaît avec Le Sillon de Marc Sangnier en 1899, dissous après sa condamnation par le pape Pie X en 1910. Il est prolongé jusqu'au début de la IVe république par plusieurs petits partis dont la Ligue de la jeune République et le Parti démocrate populaire. Georges Bidault, issu de ce dernier mouvement, est l'un des fondateurs en 1945 du Mouvement républicain populaire (MRP) qui recueille presque un tiers des suffrages aux élections de juin 1946 mais décline après 1958 et fusionne en 1966 dans le Centre démocrate, intégré entre 1978 et 2007 dans l'Union pour la démocratie française (UDF), qui rassemble les démocrates-chrétiens, les libéraux et les radicaux au sein d'une confédération unique. Son principal héritier est le MoDem. Fondé en 2001 sous le nom de Forum des républicains sociaux, rebaptisé Parti chrétien-démocrate en 2009, avant de prendre son nom actuel en 2020, Via, la voie du peuple, reste seul à se revendiquer explicitement de la démocratie chrétienne.
- En Autriche, elle est représentée par le Parti populaire autrichien (ÖVP).
- En Belgique, le courant démocrate-chrétien a été représenté au sein du Parti catholique, fondé en 1884, un des trois « partis traditionnels ». Il se réorganise en 1945 sous le nom de Parti social chrétien (en néerlandais : Christelijke Volkspartij). À partir de 1972, il se scinde en trois partis sur des bases communautaires : le Christen-Democratisch en Vlaams (CD&V) en Flandre, le Centre démocrate humaniste (CDH) en Belgique francophone et le Christlich Soziale Partei (CSP) en Belgique germanophone. En Belgique francophone, où le paysage politique est dominé par un parti socialiste et un parti libéral importants, le Cdh a souvent été un parti rassemblant moins de voix mais ayant une place importante dans la formation des gouvernements, ayant une positionnement centriste sur l'échiquier politique. En 2022, le parti décide de se renommer Les Engagés, et de rompre idéologiquement avec la démocratie chrétienne En Flandre, le CD&V a souvent été le plus grand parti de la région. Herman Van Rompuy, ancien président du Conseil européen et président du sommet de la zone euro, est issu du CD&V.
- En Espagne, le Parti populaire assume « les valeurs de l'humanisme chrétien de tradition occidentale ». Il intègre en juin 1989 la Démocratie chrétienne, fondée en juillet 1982 par des dissidents chrétiens-démocrates de l'Union du centre démocratique.
- La Suisse compte parmi ses quatre grands partis le Parti démocrate-chrétien (PDC), actuellement Le Centre. Placé au centre-droit de l'échiquier politique, le parti est très fort dans les cantons à majorité catholique comme le Valais. Au niveau fédéral, le parti doit faire face à la menace constante des extrêmes et est ainsi la quatrième force politique du pays. D'autres mouvements plus petits se regroupent dans le Parti chrétien-social et l'Union démocratique fédérale.
- En Finlande les Chrétiens-démocrates représentent la démocratie chrétienne.
- En Irlande, les partis rivaux Fianna Fáil et Fine Gael défendent une idéologie très proche de ce courant, mais pour des raisons historiques, c'est le Fine Gael qui a adhéré au groupe des démocrates-chrétiens (et ensuite au Parti populaire européen).
- En Italie, le premier grand parti issu du courant chrétien-démocrate est le Parti populaire italien, actif entre 1919 et 1926. En 1942, ses anciens dirigeants fondent la Démocratie chrétienne, qui sera le plus grand parti politique italien entre 1948 et 1992. À la suite de sa disparition, elle est remplacée par le nouveau Parti populaire italien, qui se situe au centre gauche, et le Centre chrétien-démocrate. Après plusieurs changements de nom et fusions, le centre gauche chrétien-démocrate est représenté par le Parti démocrate et le centre droit par l'Union de centre.
- Au Luxembourg, le Parti populaire chrétien-social (CSV), domine la vie politique nationale depuis sa création, en 1914.
- En Norvège, le Parti populaire chrétien.
- Aux Pays-Bas, le Parti populaire catholique, bien implanté dans les provinces catholiques du pays, représentait cette tendance, avant de fusionner avec des partis protestants pour former l'Appel chrétien-démocrate (CDA).
- Au Royaume-Uni, la coalition que représente le parti conservateur se rapproche de très près de l'idéologie de la démocratie chrétienne, sans le besoin de se qualifier tel quel.
- À Saint-Marin, le Parti démocrate-chrétien saint-marinais a été fondé en 1948 comme équivalent local de la Démocratie chrétienne italienne. Il est devenu dès 1951 le principal parti du pays en nombre de sièges au Grand Conseil général. Il a participé à nombreux gouvernements de coalition depuis 1957.
- En Suède, les Chrétiens-démocrates sont un parti de droite, minoritaire.

#### Europe centrale et orientale
- En Croatie, l'Union démocratique croate est un des partis les plus importants. Il a remporté les élections législatives de 2003. Un autre parti classé comme agrarien est le Parti paysan croate.
- En Géorgie, l'Union démocrate-chrétienne de Géorgie.
- En Hongrie, la démocratie chrétienne a longtemps symbolisé la force anticommuniste non libérale, plutôt orientée vers le projet européen tandis que les jeunes libéraux lorgnaient vers les États-Unis. Elle a fourni à la Hongrie son premier premier ministre post-communiste en la personne de l'écrivain József Antall, issu du Forum démocrate hongrois (MDF).
- Au Kosovo, le Parti démocrate-chrétien albanais du Kosovo
- En Lituanie, les démocrates-chrétiens se sont regroupés au sein des Chrétiens-démocrates lituaniens, membres de l'Internationale démocrate centriste et du Parti populaire européen.
- En Moldavie, le Parti populaire chrétien-démocrate (PPCD).
- En Pologne, pays très catholique, depuis la guerre sauf en exil, il n'y a pas de partis démocrates-chrétiens usant de l'étiquette démocratie chrétienne, bien que celle ci ait une large audience dans plusieurs partis. des deux partis membres du PPE,l'un comporte également des éléments libéraux (Plate-forme civique), l'autre agrariens (Parti paysan polonais). Le petit Parti du centre, non représenté au Sejm, peut être considéré comme un véritable représentant de la démocratie-chrétienne polonaise, à l'heure actuelle.
- En Slovénie, le parti Nouvelle Slovénie (N.Si).
- En Slovaquie, l'Union démocrate et chrétienne slovaque - Parti démocrate (SDKU) et le Mouvement chrétien-démocrate (KDH) sont deux mouvements démocrates-chrétiens.
- En Roumanie, le Parti national paysan chrétien-démocrate (PNȚCD) est membre du PPE.
- En Tchéquie, la démocratie chrétienne est représentée par l'Union chrétienne démocrate - Parti populaire tchécoslovaque (KDU-ČSL').
- En Ukraine, l'Union démocratique et chrétienne.

### Amérique

#### Amérique du Nord
- Au Québec (Canada), le Parti démocratie chrétienne du Québec est rebaptisé Parti unité nationale en 2018.

#### Amérique centrale et Caraïbes
- Au Costa Rica, le Partido Unidad Social Cristiana (Parti unité sociale-chrétienne).
- À Cuba, le Partido Demócrata Cristiano de Cuba (Parti démocrate chrétien de Cuba), en exil.
- Au Guatemala, la Democracia Cristiana Guatemalteca (Démocratie-chrétienne guatémaltèque), fondée en 1955.
- À Porto Rico, Proyecto Dignidad, fondé en 2019.
- Au Honduras, le Partido Demócrata Cristiano de Honduras (Parti démocrate-chrétien du Honduras).
- Au Salvador, le Partido Demócrata Cristiano de El Salvador (Parti démocrate-chrétien du Salvador).

#### Amérique du Sud
- En Argentine, la tendance démocrate-chrétienne est représentée par le Parti démocrate-chrétien (Partido Demócrata Cristiano).
- En Bolivie, elle l'est par le Parti démocrate-chrétien (Partido Democrata Cristiano), fondé en 1954.
- Au Brésil, la tendance de la démocratie chrétienne est représenté par le Parti Union de la démocratie chrétienne du Brésil (Partido União da Democracia Cristã do Brasil (UDCdoB)).
- Au Chili, le Parti démocrate-chrétien du Chili (PDC) est un des principaux partis du pays. Il a gouverné entre 1965 et 1970 avec Eduardo Frei Montalva. À la fin de la dictature du général Augusto Pinochet, qu'il a longtemps soutenu, il dirige le pays avec le président Patricio Aylwin jusqu'à 1994, dirigeant une coalition où participent socialistes et radicaux, la Concertation des partis pour la démocratie. Entre 1994 et 2000, un autre démocrate-chrétien a gouverné le pays : Eduardo Frei Ruiz-Tagle, fils de Frei Montalva. Au mois de mars 2000, un socialiste, Ricardo Lagos est à la tête du pays. Le PDC participe à ce gouvernement.
- En Équateur, l'Union démocrate chrétienne (Unión Demócrata Cristiana) est le représentant de la démocratie-chrétienne locale.
- Au Paraguay, le courant démocrate-chrétien est représenté par le Parti démocrate-chrétien (Partido Demócrata Cristiano), membre de l'Organisation démocrate-chrétienne d'Amérique (ODCA).
- Au Pérou, la mouvance démocrate-chrétienne est représentée par le Parti populaire chrétien (Partido Popular Cristiano), fondé en 1966, et par le Parti démocrate-chrétien du Pérou (Partido Demócrata Cristiano del Perú) ; tous deux sont membres de l'ODCA.
- Au Suriname, le Parti populaire progressiste du Suriname (Progressieve Surinaamse Volkspartij) est un parti démocrate-chrétien.
- En Uruguay, la tendance chrétienne et démocrate est représentée par le Parti démocrate chrétien (Partido Demócrata Cristiano), sensiblement plus progressiste que ses alliés continentaux (gauche chrétienne).
- Au Venezuela, le Comité d'organisation politique électorale indépendante (COPEI, Comité de Organización Política Electoral Independiente), fondé en 1946, est l'un des moteurs de l'opposition à Hugo Chávez.

### Afrique
- En République démocratique du Congo, la Démocratie chrétienne est un parti politique ; le Parti démocrate et social chrétien, créé en 1990, est membre de l'IDC.
- En République démocratique du Congo, le Mouvement Chrétien pour la Solidarité et la Démocratie (MCSD au Congo-Kinshasa); est un parti politique ; le Mouvement Chrétien pour la Solidarité et la Démocratie  , créé en 2011, est membre de partis du Centre.
- Au Cameroun, le parti Union pour la Fraternité et la Prospérité (UFP) créé en 2010 par le Dr Olivier BILE est un parti qui se réclame de la mouvance démocrate théiste, lequel englobe à la fois les valeurs de la démocratie chrétienne et celles de la démocratie islamique compte tenu du fait que les deux groupes confessionnels dominants au Cameroun sont le Christianisme et l'islam, flanqués de leurs différentes tendances spécifiques. Il proclame une doctrine politique spécifique nommée démocratie théiste ou Foiisme politique (politique fondée sur les valeurs de la Foi).

### Océanie
- Aux Samoa, le Parti pour la protection des droits de l'homme, parti démocrate-chrétien et conservateur, est au pouvoir depuis 1988, dans le cadre d'une démocratie multipartite.
- Plus généralement, les sociétés des États insulaires du Pacifique sont des démocraties ancrées dans un attachement au christianisme[8].